# Myxine glutinosa
Espèce
Statut de conservation UICN

 LC  : Préoccupation mineure
Myxine glutinosa (la myxine de l'Atlantique) est une espèce d'animaux marins agnathes (sans mâchoire) de la famille des Myxinidae (les myxines en français) et du genre Myxine.